# Loryma egregialis
Loryma egregialis is een vlinder uit de familie snuitmotten (Pyralidae). De wetenschappelijke naam is voor het eerst geldig gepubliceerd in 1838 door Herrich-Schäffer.
De soort komt voor in Europa.